# La Quebrada (México)

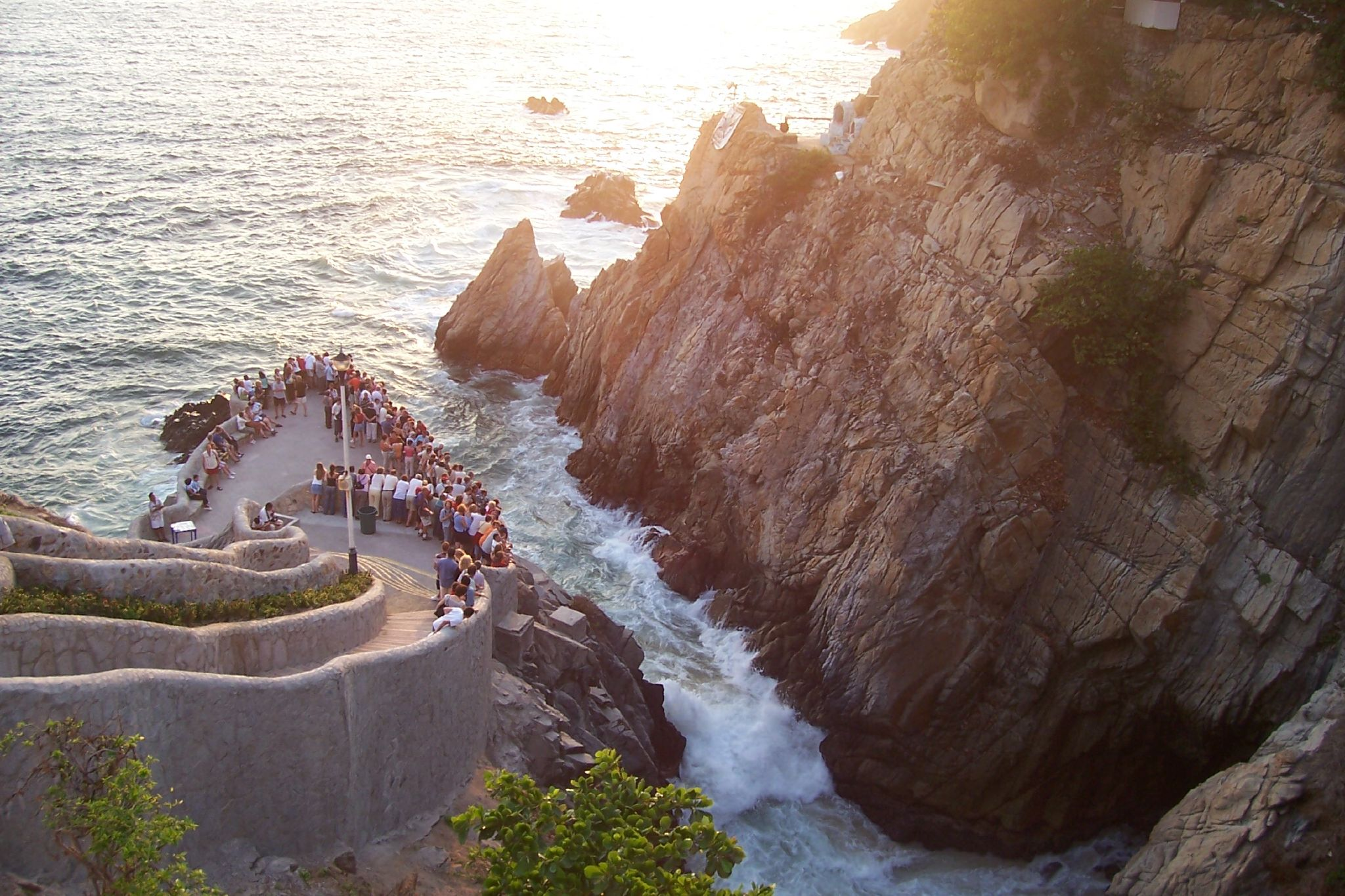
La Quebrada

La Quebrada é uma atração turística de Acapulco, México. Trata-se de um penhasco famoso por atrair muitos turistas que se entretem com o espetáculo proporcionado por pessoas da região, que saltam no exato momento em que uma onda se aproxima, evitando assim que se machuquem com a queda.
Os moradores locais praticam essa atividade há muito tempo. Geralmente começam na infância, treinando na parte mais baixa do penhasco, e conforme vão ganhando experiencia e confiança vão se arriscando mais até chegar no ponto mais alto, chegando até a saltar com tochas nas mãos.[carece de fontes?]